# Hideyuki Ujiie
Hideyuki Ujiie (氏家 英行, Ujiie Hideyuki) est un footballeur japonais né le 23 février 1979.